# Pioneros de Los Mochis
Los Pioneros de Los Mochis es un equipo del Circuito de Baloncesto de la Costa del Pacífico con sede en Los Mochis, Sinaloa, México.

### Inicios
Club Pioneros de Los Mochis, comienza sus operaciones formales en el año de 1996, participando en diversas actividades de fomento al baloncesto desde las selecciones municipales y estatales de categorías infantiles y acciones de responsabilidad social de la mano con clubes, escuelas, colegios y organizaciones de la sociedad civil sin fines de lucro en todo el norte del estado de Sinaloa, México.

#### Una nueva etapa
En el año 2001, con el nacimiento de una nueva era del Circuito de Baloncesto de la Costa del Pacífico CIBACOPA, liga que en la década de los 80´s marcó un desarrollo importante de este deporte en todo el noroeste de México, se promovieron las condiciones para que un grupo de entusiastas promotores y empresarios de Sinaloa se avocaran a reactivar dicho Circuito donde el Club Pioneros de Los Mochis de la mano de sus principales impulsores, el reconocido entrenador Jaime Leyva y hermanos, a nombre de toda la familia Leyva Arredondo como base de Pioneros, fuesen precursores y parte fundamental del inicio de este proyecto que junto a los Clubes de Caballeros de Culiacán, Delfines de Mazatlán, Frayles de Guasave, Lobos Marinos de La Paz y Paisas de Los Cabos se lograran coordinar  para llevar a cabo la primera temporada formal del circuito en el año de 2001.  
Posteriormente se han ido incorporando a CIBACOPA más clubes hasta conformar más de 20 plazas que han albergado equipos y juegos de la liga, cubriendo todo el extenso territorio en los estados de Sinaloa, Baja California Sur, Sonora, Baja California, Nayarit, Durango, Jalisco y Aguascalientes.

##### Actualmente
En la actualidad Cibacopa se conforma por 10 clubes activos, cabe destacar que la franquicia del Club Pioneros de Los Mochis es la única que se mantiene desde el inicio de la liga con sus mismos directivos originales y algunos nuevos socios que se han venido integrando para enriquecer el proyecto.
Desde el año de inicio de operaciones como club profesional en CIBACOPA para Pioneros y sus aficionados, resultaron temporadas de muchas emociones, contando con la participación de los primeros extranjeros como Dereck Dukes, varios años campeón            canastero de la liga y Benjamin Gibs de mucho liderazgo y pundonor cuando solamente se jugaba con 2 extranjeros y puros jugadores locales como Raúl Berrelleza, histórico ícono de CIBACOPA como el jugador con más temporadas en activo, y otros como Raúl Rivera, Jorge Rivera, José Enrique Torres, Ricardo Ocádiz, Ernesto Ramírez, José Soto, Andrés Mora, Paúl Luque, Carlos Fierro, Erick Rendón, Alonso Araujo, Antonio Ayala, Hugo Haro, César Padilla y algunos más fueron la punta de lanza del equipo por espacio de varios años, el año 2001 y 2002 que se jugaron las semifinales contra Caballeros de Culiacán, que a la postre salió Campeón, repitiendo el poder jugar semifinales en varias ocasiones a la fecha, la más reciente en el año 2017, con una gran afluencia de aficionados por primera vez en el Centro de Usos Múltiples de Los Mochis, teniendo entradas históricas de más de 10,000 aficionados en la serie.
Por la franquicia de Pioneros han transitado jugadores extranjeros de mucha notoriedad, incluso algunos de calidad NBA y otras ligas internacionales de prestigio como Ben Adams, Shawn Daniels, Kenneth Lawrence, Vernard Hollins, Matt Mitchell, Joe Phillips, Taylor King, Seth Scott, Devon Pearson, Cameron Forte, Benny West, Tavario Miller, Jeffrey Early Jr., Nicholas Murphy, Joe Portillo, Manuel Hernández, Camron Clay, Eric Cuen, Travis Franklin, D´Angelo Jackson, Cedric Patton, James Sandoval, Stigger Cortez, Detrick White, Terrance Motley, Eder Zúñiga, Mark Strom, Nathan Sims, Anthony Lane, William Funn, Kiwi Gardner, Michael Henderson, Mohamed Woni, Stedmon Lemon, Anthony Glover Jr. etc.
Jugadores de Selección Nacional Mexicana han tenido participación como Arím Solares, Marcos Dorado, Adrián Martín y Francisco Ibarra oriundo del Pueblo Señorial Villa de Ahome quien fue hecho y desarrollado por Pioneros en CIBACOPA y llegó a tener intervención por varias temporadas también en la LNBP.
Seleccionados Nacionales Juveniles que han salido como un orgullo del club Pioneros como Juan Pablo Favela, Carlos Toussaint, José David Estrada Stone, Joshua Quintero, y que han tenido presencia constante también en otras ligas nacionales, jugadores locales destacados como Felipe Terrazas, Andrei Amézquita, David Berrelleza, Antonio de la Rosa, Alejandro Hubbard, Ramiro Caballero, Julio Guerrero, Ramón Estavillo, Daniel Rodríguez, Edgar Soto, Daniel Soto, José Shobbert, Heriberto Rodríguez, Daniel Onofre, Iván Álvarez, Fernando   Burgueño, Michel Casillas, Alberto Verdugo, Hugo Carrillo, Daniel Tarriba, Ramón Urías, Luis Díaz, Javier Olvera, Marcos Quintero, etc. y jugadores Nacionales como Erick Hare, Giovanni Silva, Ricardo Calatayud, Héctor Nungaray, Raúl Delgado, Alejandro Rodríguez, Roberto      Rivera, Armando Fernández, Jorge Morales, Víctor Buelna, Isaías Robles, Daniel Ramírez, Juan Pablo Baldenebro, etc.

###### Entrenadores
Dentro del cuerpo técnico desde los primeros años han participado entrenadores como Jorge Ramírez Mota, Oswaldo Paredes, entrenadores locales siempre bajo la asesoría       personal del Prof. Ángel de Jesús Curiel como Jaime Leyva Arredondo, Hussein Muñoz Helú, Jorge Daniel Solano, Julián Valencia, Jaime López, Ricardo Ocádiz, Alonso Araujo, Jorge Ruiz posteriormente han dirigido reconocidos coaches nacionales e internacionales como Adolfo Sánchez, Víctor de Barba, Pedro Leal Aldapa, Alejandro Hasbani, Tomás Canizalez, Chris     Terrell, Ricky Benitez, Jorge Toussaint, Timothy Gibbs, José Adriano Diloné, Gilbert López, Marcelo Elusich y otros más.

###### Historia del circuito
El equipo Pioneros de Los Mochis, es la institución que más veces ha participado en CIBACOPA, con 20 temporadas ininterrumpidas, y por supuesto que tiene impuestos varios records a nivel liga, como el equipo que más veces ha llegado a jugar la fase de Play Offs, el récord de más puntos para una temporada y la seguidilla de juegos ganados con 15 partidos consecutivamente, que duró más de una década, al inicio del circuito.
También es importante mencionar que fue el primer equipo del circuito en proponer, organizar y albergar un JUEGO DE ESTRELLAS de CIBACOPA, con el formato de convocatoria a los mejores jugadores de la liga, para disputar un juego de exhibición entre ellos, aunado a los atractivos concursos de clavadas y de tiros de tres puntos, para Club Pioneros es muy significativo seguir trabajando para nuevamente ser designados por la liga como sede si la afición apasionada por el espectáculo del baloncesto de calidad lo solicita.

### Nuestro compromiso
El compromiso de Pioneros de Los Mochis para esta campaña 2020 será presentar un sano espectáculo deportivo para chicos y grandes, hombres y mujeres, fuera y dentro de la duela, con un  equipo altamente competitivo que sea protagonista en el desarrollo de la vigésima temporada, teniendo como marco el Centro de Usos Múltiples para toda la campaña, que ya ha sido nuestra sede en las temporadas 2019 y 2018 y las magníficas semifinales del año 2017 contra el campeón a la postre de ese año, los Halcones de Cd. Obregón, reconocida como una serie histórica con más de 10,000 personas que disfrutaron de una gran serie en un excelente ambiente que esperamos se repita constantemente al consagrarse el equipo Pioneros en su nueva casa, coloquialmente conocido como el CUM, denominado como la catedral del básquetbol en Los Mochis, uno de los mejores escenarios en Sinaloa y en toda la república Mexicana, con todas las comodidades que el público merece.

## Roster
| Pioneros de Los Mochis Temporada 2025 |    |                           |                                        |
| C U E R P O T É C N I C O             |    |                           |                                        |
| Entrenador                            |    | Bandera de México         | Jhovanny Eder García García            |
| Asistente                             |    | Bandera de Argentina      | Marcelo Rafael Elusich                 |
| Asistente                             |    | Bandera de México         | José Luis Ruiz                         |
| J U G A D O R E S                     |    |                           |                                        |
| Escolta                               | 00 | Bandera de Estados Unidos | Sean Miller-Moore (Baja)               |
| Escolta                               | 0  | Bandera de Estados Unidos | Jared Clay Wilson Frame                |
| Base                                  | 1  | Bandera de Estados Unidos | Corey Jerrod Sanders Jr. (Baja)        |
| Base                                  | 1  | Bandera de Estados Unidos | Victor Brian Hart (Baja)               |
| Escolta                               | 3  | Bandera de Estados Unidos | Qiydar Akil Davis (Baja)               |
| Pívot                                 | 4  | Bandera de Estados Unidos | Kevin Patrick Allen (Baja)             |
| Base                                  | 5  | Bandera de Estados Unidos | Colin Patrick Dougherty (Baja)         |
| Base/Escolta                          | 5  | Bandera de Estados Unidos | Isaiah Rasheed Williams                |
| Ala-pívot/Pívot                       | 6  | Bandera de Estados Unidos | Myles Justin Carter                    |
| Escolta                               | 7  | Bandera de Estados Unidos | Nicholas David Jordan Faust (Baja)     |
| Ala-Pívot                             | 7  | Bandera de Estados Unidos | Donoven Cortez Carlisle                |
| Base                                  | 8  | Bandera de Estados Unidos | Taylor Alexander Johnson               |
| Base                                  | 9  | Bandera de Estados Unidos | Zachery Christopher Walton             |
| Escolta                               | 10 | Bandera de Estados Unidos | Rashad Anthony Smith                   |
| Alero                                 | 11 | Bandera de México         | Roberto Rivera Atecas (Baja)           |
| Base                                  | 11 | Bandera de Estados Unidos | Andrew Michael Harrison                |
| Base                                  | 12 | Bandera de Estados Unidos | Jamar Devontez Sandifer (Baja)         |
| Base                                  | 13 | Bandera de México         | Luis Roberto García Antonio (Inactivo) |
| Alero                                 | 14 | Bandera de México         | Gabriel Topete González (Inactivo)     |
| Pívot                                 | 15 | Bandera de México         | Fernando de Jesús Benítez Gómez        |
| Pívot                                 | 21 | Bandera de México         | Alberto Castro Verdugo (Inactivo)      |
| Ala-pívot                             | 24 | Bandera de México         | Gabriel Vázquez Mejía (Inactivo)       |
| Alero                                 | 25 | Bandera de Estados Unidos | Justin Gleen Winston (Baja)            |
| Base                                  | 55 | Bandera de México         | Jesus Gilberto Heredia Castro          |
| Ala-pívot                             | 87 | Bandera de México         | Juan Pablo Baldenebro Véjar            |
| = Capitán                             |    |                           |                                        |

 =  Cuenta con nacionalidad mexicana. 